# Guinea-Bissau i olympiska sommarspelen 2012
Guinea-Bissau deltog i de olympiska sommarspelen 2012 som ägde rum i London i Storbritannien mellan den 27 juli och den 12 augusti 2012. Ingen av landets deltagare erövrade någon medalj.

## Brottning
- Huvudartikel: Brottning vid olympiska sommarspelen 2012

Herrar, fristil
| Brottare       | Gren   | Kvalomgång           | Åttondelsfinal           | Kvartsfinal          | Semifinal            | Återkval 1           | Återkval 2           | Final / Brons        | Final / Brons |
| Brottare       | Gren   | Motståndare Resultat | Motståndare Resultat     | Motståndare Resultat | Motståndare Resultat | Motståndare Resultat | Motståndare Resultat | Motståndare Resultat | Placering     |
| -------------- | ------ | -------------------- | ------------------------ | -------------------- | -------------------- | -------------------- | -------------------- | -------------------- | ------------- |
| Augusto Midana | -74 kg | Roberty (VEN) W 3–1  | Khutsishvili (GEO) L 1–3 | Gick inte vidare     | Gick inte vidare     | Gick inte vidare     | Gick inte vidare     | Gick inte vidare     | 8             |

Damer, fristil
| Brottare        | Gren   | Kvalomgång           | Åttondelsfinal       | Kvartsfinal          | Semifinal            | Återkval 1           | Återkval 2           | Final / brons        | Final / brons |
| Brottare        | Gren   | Motståndare Resultat | Motståndare Resultat | Motståndare Resultat | Motståndare Resultat | Motståndare Resultat | Motståndare Resultat | Motståndare Resultat | Placering     |
| --------------- | ------ | -------------------- | -------------------- | -------------------- | -------------------- | -------------------- | -------------------- | -------------------- | ------------- |
| Jacira Mendonca | -63 kg | Sastin (HUN) L 0–3   | Gick inte vidare     | Gick inte vidare     | Gick inte vidare     | Gick inte vidare     | Gick inte vidare     | Gick inte vidare     | 17            |

## Friidrott
- Huvudartikel: Friidrott vid olympiska sommarspelen 2012

Förkortningar
- Notera – Placeringar gäller endast den tävlandes eget heat
- Q = Kvalificerade sig till nästa omgång via placering
- q = Kvalificerade sig på tid eller, i fältgrenarna, på placering utan att ha nått kvalgränsen
- NR = Nationellt rekord
- N/A = Omgången inte möjlig i grenen
- Bye = Idrottaren behövde inte delta i omgången

Herrar
Bana och väg
| Idrottare       | Gren  | Heat     | Heat      | Kvartsfinal | Kvartsfinal | Semifinal        | Semifinal        | Final            | Final            |
| Idrottare       | Gren  | Resultat | Placering | Resultat    | Placering   | Resultat         | Placering        | Resultat         | Placering        |
| --------------- | ----- | -------- | --------- | ----------- | ----------- | ---------------- | ---------------- | ---------------- | ---------------- |
| Holder da Silva | 100 m | 10.69    | 3 q       | 10.71       | 7           | Gick inte vidare | Gick inte vidare | Gick inte vidare | Gick inte vidare |

Damer
Bana och väg
| Idrottare        | Gren  | Heat     | Heat      | Semifinal        | Semifinal        | Final            | Final            |
| Idrottare        | Gren  | Resultat | Placering | Resultat         | Placering        | Resultat         | Placering        |
| ---------------- | ----- | -------- | --------- | ---------------- | ---------------- | ---------------- | ---------------- |
| Graciela Martins | 400 m | 58.30    | 6         | Gick inte vidare | Gick inte vidare | Gick inte vidare | Gick inte vidare |